# Саба, Диа
Диа Саба (ивр. דיא סבע‎; 18 ноября 1992, Мажд-эль-Курум, Израиль) — израильский футболист, полузащитник израильского клуба «Маккаби» (Хайфа) и сборной Израиля.

## Биография

### Клубная карьера
Воспитанник клубов «Хапоэль» (Хайфа) и «Бейтар Нес Тубрук». Дебютировал в Премьер-лиге в составе тель-авивского «Маккаби», дважды появившись на замену в первой части сезона 2011/12. В январе 2012 года он был отдан в аренду в «Хапоэль» (Беэр-Шева), где провёл около года, в феврале 2013 года был вновь отдан в аренду в клуб «Бней Сахнин». В сезоне 2013/14 Саба был игроком клуба «Маккаби» (Петах-Тиква). Летом 2014 года он перешёл в «Маккаби» из Нетании. В сезоне 2015/16 «Маккаби» занял последнее 14 место и покинул высшую лигу, но спустя сезон вернулся в высший дивизион, став победителем Лиги Леумит. В сезоне 2017/18 Саба стал лучшим бомбардиром чемпионата Израиля, забив 24 гола в 34 матчах, а также был признан лучшим футболистом сезона по версии организации футболистов Израиля. В начале сезона 2018/19 перешёл в «Хапоэль» Беэр-Шева.
В январе 2019 года подписал контракт с китайским клубом «Гуанчжоу Фули». За полтора года в Китае, сыграл 36 матчей и забил 17 голов в Суперлиге. 27 сентября 2020 года, вслед за подписанием договора о нормализации отношений между Израилем и ОАЭ, Саба перешёл в дубайский клуб «Аль-Наср». Дебютировал в чемпионате ОАЭ 17 октября в матче 1-го тура с клубом «Аль-Джазира», в котором вышел на замену на 75-й минуте вместо Хабиба Аль-Фардана.

### Карьера в сборной
Дебютировал за сборную Израиля 24 марта 2018 года в товарищеском матче со сборной Румынии, в котором появился на замену после перерыва вместо Дора Миха. Осенью того же года принял участие в трёх матчах Лиги наций УЕФА и отметился голом в ворота сборной Албании.

## Достижения
«Маккаби» Нетания
- Победитель Лиги Леумит: 2016/17

### Личные
- Лучший бомбардир чемпионата Израиля: 2017/18 (24 гола)
- Лучший игрок сезона 2017/18 по версии организации футболистов Израиля

## Личная жизнь
Диа приходится двоюродным братом футболисту Ахмаду Сабаа.